# Torneo de Roland Garros 2009
La 108.ª edición de los Internacionales de Francia de Roland Garros se celebró desde el 24 de mayo hasta el 7 de junio de 2009 en el Stade Roland Garros de París, Francia. Este torneo es uno de  los cuatro que forman el Grand Slam de tenis.
Ana Ivanović defendía la corona del año anterior, aunque la gran favorita era la rusa Dinara Sáfina que llegaba como número 1 del mundo y con una gran gira de tierra, llegando a la final de Stuttgart, y ganando en Roma y Madrid.
Por su parte, en el cuadro masculino, Rafael Nadal partía con la idea de conseguir su 5.º torneo consecutivo, lo que sería el récord de victorias consecutivas que hasta ese momento poseían él mismo junto al tenista sueco Björn Borg. Además buscaba batir el récord de partidos consecutivos ganados, las 28 que logró Björn Borg y que él mismo también tenía antes de empezar el torneo.

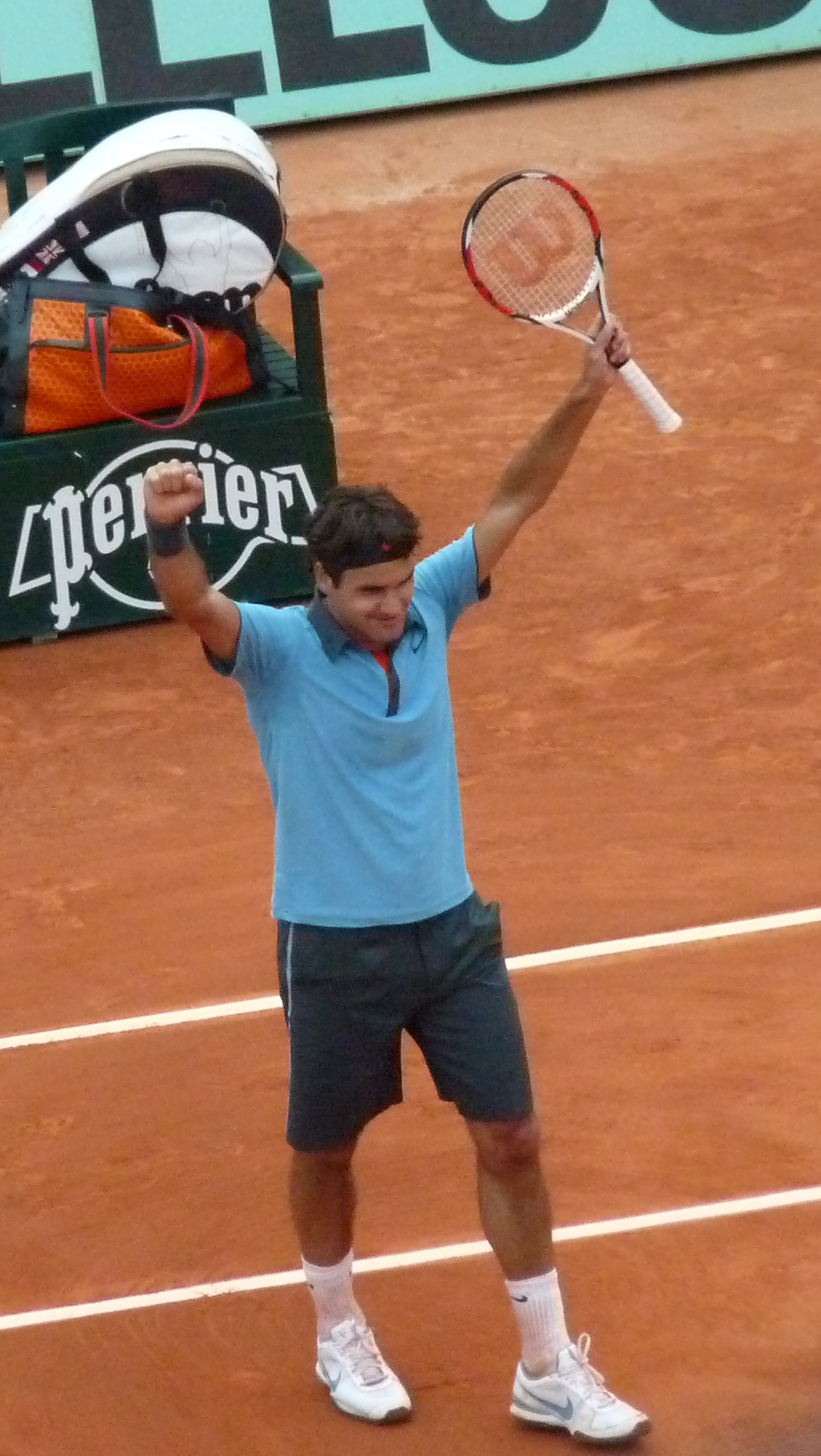
Federer completó el Career Grand Slam y también ganó su decimocuarto Grand Slam empatando a Pete Sampras (líder en general) al ganar Roland Garros 2009.

## Resumen del torneo

### Racha ganadora récord de Rafael Nadal y derrota ante Robin Söderling
Al ingresar al torneo, el cuatro veces campeón, Rafael Nadal, se encontraba invicto en Roland Garros, habiendo ganado todos sus partidos y torneos desde su debut en 2005. Su victoria contra el ruso Teymuraz Gabashvili en la segunda ronda el 27 de mayo fue su trigésima victoria consecutiva, rompiendo el récord de la racha ganadora más larga de Roland Garros de un hombre o una mujer, que se encontraba en manos de Chris Evert, quien ganó 29 partidos consecutivos. Nadal extendió el récord a 31 partidos consecutivos al vencer a Lleyton Hewitt el 29 de mayo.
En su partido de cuarta ronda, el 31 de mayo, Nadal fue derrotado por el n.º 23 del mundo Robin Söderling en cuatro sets, por un score de 2–6, 7–6, 4–6, 6–7. El resultado puso fin a la racha ganadora de 31 partidos de Nadal en Roland Garros. Como dato, Söderling nunca antes había alcanzado la cuarta ronda de ningún torneo de Grand Slam y nunca antes había vencido a Nadal en tres enfrentamientos, aunque lo había llevado a cinco sets en Wimbledon en 2007. Söderling procedió al llegar a la final, derrotando a Nikolay Davydenko en sets corridos y Fernando González en cinco sets, antes de perder ante Roger Federer en su primera final de Grand Slam.
Sobre el resultado, el ex tres veces campeón de Roland Garros Mats Wilander declaró "creo que todos estamos en estado de shock. En algún momento, Nadal iba a perder. Pero nadie esperaba que sucediera hoy, y tal vez no este año. Ahora habrá un nuevo campeón este año". Nadal comenzaría otra racha el próximo año y no perdió otro partido en el torneo hasta Roland Garros 2015, cuando perdió contra Novak Djokovic.

### El regreso de María Sharápova

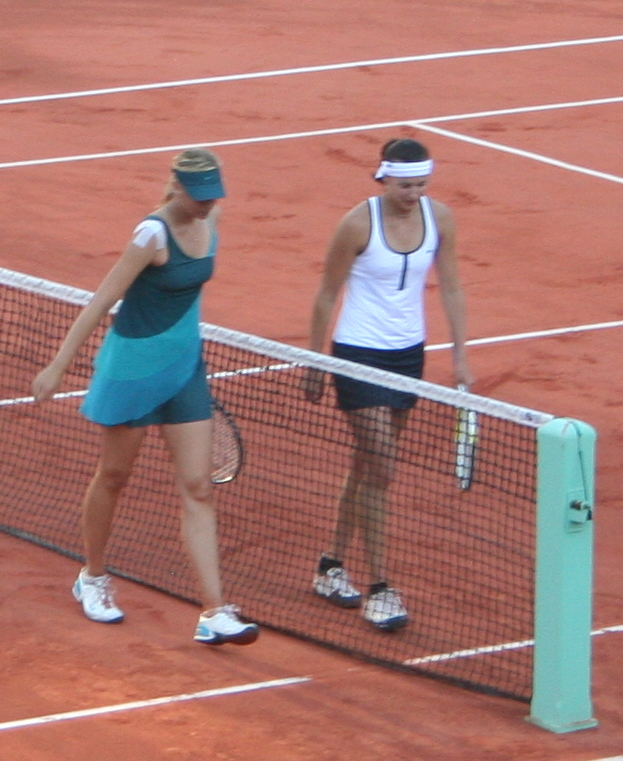
María Sharápova después de su victoria en la tercera ronda contra Yaroslava Shvédova.

Después de casi un año fuera del tenis debido a una lesión grave en el hombro que la obligó a perderse los Juegos Olímpicos de Pekín 2008, el US Open 2008 y su Defensa del título del Abierto de Australia. María Sharápova, que comenzó en el número 53 del mundo cuando comenzó el listado, posteriormente cayó en picado hasta el número 126 del mundo durante su tiempo fuera del deporte. Ingresó al torneo como la n.º 102 del mundo al comienzo del torneo y sorprendió a muchos al llegar a cuartos de final, donde fue derrotada 6-0, 6-2 por Dominika Cibulková (Sharapova salvó un punto de partido en el 0–6, 0–5 abajo). Sharapova, sin ser cabeza de serie en un Grand Slam por primera vez desde 2003, había ganado todos sus primeros cuatro partidos en tres sets.

### Federer completa el Career Grand Slam
Roger Federer ganó la final contra Robin Söderling para finalmente ganar el Torneo de Roland Garros por primera vez en su carrera, después de que Nadal lo derrotará en las tres finales anteriores de manera sucesiva. Con esta victoria, completó su Career Grand Slam, que significa ganar los 4 Grand Slam. Así se convirtió en el tercer tenista masculino en la Era Abierta (después de Rod Laver y Andre Agassi) y el sexto jugador masculino en la historia del tenis en general en lograr la hazaña.

## Finales

### Sénior

#### Individuales masculino
Roger Federer gana a  Robin Söderling por 6-1, 7-6(1), 6-4

#### Individuales femenino
Svetlana Kuznetsova gana a  Dinara Sáfina 6-4, 6-2

#### Dobles masculino
Lukas Dlouhy /  Leander Paes ganan a  Wesley Moodie /  Dick Norman 3-6, 6-3, 6-2

#### Dobles femenino
Anabel Medina /  Virginia Ruano ganan a  Victoria Azarenka /  Yelena Vesnina 6-1, 6-1

#### Dobles mixtos
Liezel Huber /  Bob Bryan ganan a  Vania King /  Marcelo Melo 5-7, 7-6(5), 10-7

### Junior

#### Individuales masculino
Daniel Berta gana a  Gianni Mina 6-1, 3-6, 6-3

#### Individuales femenino
Kristina Mladenovic gana a  Daria Gavrilova 6-3, 6-2

#### Dobles masculino
Marin Draganja /  Dino Marcan ganan a  Guilherme Clezar /  Liang-chi Huang 6-3, 6-2

#### Dobles femenino
Elena Bogdan /  Noppawan Lertcheewakarn ganan a  Timea Babos /  Heather Watson 3-6, 6-3, 10-8